# След сезона
„След сезона“ е българска мистъри романтична драма от 2023 г. на режисьора Иван Панев, а сценарият е на Дочо Боджаков и Марин Дамянов. Главните роли се изпълняват от Йоана Буковска-Давидова, Пенко Господинов и Калин Врачански. Гала премиерата на филма се проведе на 27 септември 2023 г.

## Актьорски състав
- Йоана Буковска-Давидова – Стела[4][3]
- Пенко Господинов – Асен[4][3]
- Калин Врачански – Методи[3]
- Веселин Анчев – Коста
- Красимир Доков – Лазар
- Камелия Хатиб – Венка
- Александър Митрев – Кирил
- Петя Силянова – Катя
- Юлия Велева – Калина